# 小蘭灰蝶
小蘭灰蝶（学名：Hypolycaena vanavasa），又名姬雙尾瑠璃小灰蝶、雙尾琉璃小灰蝶、蒲灰蝶、雙尾瑠琍小灰蝶、雙尾青灰蝶、雙尾瑠璃小灰蝶，为灰蝶科蘭灰蝶屬下的一个种，其模式標本疑為蘭灰蝶的季節性變異個體，分類有效性存疑。

## 資料來源
1. ↑  徐堉峰. . 台中市: 晨星出版社. 2013. ISBN 978-986-177-670-5.

## 外部連結
- 维基共享资源上的相關多媒體資源：小蘭灰蝶